# Makkana Taiyō
Makkana Taiyō (яп. 真赤な太陽 либо 真っ赤な太陽, киридзи: Маккана Тайё:, букв. «Ярко-красное солнце») — песня 1967 года в стиле Group Sounds из репертуара японской певицы Хибари Мисоры и её совместный сингл c группой Jackey Yoshikawa & His Blue Comets.

## Состав сингла
(формат: грампластинка-миньон)
- Сторона A: Makkana Taiyō, слова — Осаму Ёсиоки[яп.], музыка — Нобуо Хары
- Сторона B: Yasashii Ai no Uta (яп. やさしい愛の歌, букв. «Песня нежной любви»), слова — Со Нисидзавы[яп.], музыка — Макото Саэки[яп.]

Песня впервые исполнена и записана в пору рассвета Group Sounds (японского стиля рок-музыки, возникшего на волне популярности The Beatles) совместно с группой Jackey Yoshikawa & His Blue Comets. В то время как успех песни не достиг уровня другой песни группы того же года Blue Chateau, распроданной в количестве 1,5 миллиона копий и получившей к концу года премию Japan Record Awards (японский аналог премии «Грэмми») и участвовавшей в 18-м новогоднем музыкальном конкурсе/шоу Kōhaku Uta Gassen (сама Мисора участвовала в нём же с песней Geidō ichidai), сингл с «Ярко-красным солнцем» достиг отметки 1,4 миллиона копий, делая его четвёртым по продажам из «миллионных синглов» Хибари Мисоры.

## Кавер-версии известных исполнителей
- Фуюми Сакамото[англ.] (2000)
- Сюнго Савада[яп.] (в альбоме Go! Go! SCAT-BOSSA 21 февраля 2001[1])
- 上江洌.清作&The BK Sounds!! (30 мая 2012 в альбоме Island[2])